# قسم أرشق الشرقي الريفي (مقاطعة أردبيل)
قسم أرشق الشرقي الريفي (بالفارسية: دهستان ارشق شرقی) هي قسم تقع في إيران في قسم. يقدر عدد سكانها بـ 5,856 نسمة .